# Ophrys lycia
Ophrys lycia är en orkidéart som beskrevs av Jany Renz och Gerd Taubenheim. Ophrys lycia ingår i ofryssläktet, och familjen orkidéer. Inga underarter finns listade i Catalogue of Life.